# Carlotta di Sassonia-Hildburghausen
Carlotta di Sassonia-Hildburghausen (nome completo in tedesco: Katharina Charlotte Georgine Friederike Sophie Therese von Sachsen-Hildburghausen) (Hildburghausen, 17 giugno 1787 – Bamberga, 12 dicembre 1847) nata principessa di Sassonia-Hildburghausen, divenne principessa consorte del Württemberg per matrimonio.

## Famiglia d'origine
Suo padre era il duca Federico di Sassonia-Altenburg, figlio del duca Ernesto Federico III di Sassonia-Hildburghausen e della sua terza moglie, la duchessa Ernestina Augusta di Sassonia-Weimar; sua madre era la duchessa Carlotta, figlia del granduca Carlo II di Meclemburgo-Strelitz e della prima moglie, la granduchessa Federica Carolina Luisa d'Assia-Darmstadt.
Una delle sue madrine di battesimo fu la zarina Caterina II di Russia. Attraverso la famiglia materna era imparentata con i reali di Prussia e di Hannover. Ella crebbe instaurando uno stretto legame con le sorelle Teresa e Luisa. Il poeta Friedrich Rückert dedicò a lei ed alle sorelle la poesia "Mit drei Moosrosen" ("Con tre rose muschiate"). La sua formazione venne influenzata dall'epoca in cui visse, caratterizzata da guerre, confederazioni e manovre politiche. Il padre vedeva raramente sia lei sia i suoi fratelli e sorelle. La madre era severa e volle darle una buona educazione. Essendo la primogenita in famiglia, Carlotta si vide affidare numerose responsabilità, quale badare ai suoi fratelli e sorelle, frequentare corsi importanti, influenzare molte persone ed essere un modello esemplare di principessa. Ciò nonostante ella non perse mai la speranza e tese sempre ad essere positiva.

## Matrimonio
Carlotta sposò a Ludwigsburg, il 28 settembre del 1805, il principe Paolo Federico di Württemberg, noto viaggiatore e naturalista. Egli era il secondo figlio maschio del re Federico I di Württemberg e della sua prima moglie, la principessa Augusta di Braunschweig-Wolfenbüttel. Carlotta da quel momento venne conosciuta come "principessa Paolo di Württemberg". Gli sposi vissero dal 1807 al 1810 nel Castello di Comburg, appannaggio del principe. Si trattò di un matrimonio infelice. I coniugi ebbero un mucchio di liti, e si disse che Paolo avesse parecchie amanti con cui instaurò numerose relazioni. Ciò nonostante Carlotta ebbe cinque figli. Infine il marito abbandonò il Württemberg nel 1815, trasferendosi da Stoccarda a Parigi, lasciando la moglie ed i figli, ma portando con sé le figlie. Nel 1818 la coppia si separò. Il divorzio fu respinto dal re di Württemberg, fratello di Paolo. Carlotta, col cuore spezzato, fece ritorno ad Hildburghausen dove, nel 1827, divenne proprietaria del palazzo costruito dal principe Eugenio di Sassonia-Hildburghausen, suo prozio, soprannominato Hoheitshaus (Casa regale). Qui ricevette spesso visite dalla sua figlia primogenita, Carlotta, con cui aveva uno stretto rapporto, così come con il fratello Federico, che dopo la morte di Carlotta abbandonò Hildburghausen. Insieme a due delle sue dame di corte si fece apprezzare per la cura offerta ai poveri di Hildburghausen.
Morì nella residenza principesca di Bamberga e venne sepolta nella cripta della casa di Württemberg, situata a Ludwigsburg. Dopo la sua morte, Paolo, che aveva descritto in molte annotazioni del suo diario la moglie come "una figura perduta", si risposò.

## Figli
Dal matrimonio con Paolo nacquero cinque figli:
- Carlotta, nata il 9 gennaio del 1807 e morta il 2 febbraio del 1873, sposò il granduca Michail Pavlovič Romanov;
- Federico Carlo Augusto, nato il 21 febbraio del 1808 e morto il 9 maggio del 1870;
- Carlo Paolo Federico, nato il 7 marzo del 1809 e morto il 28 maggio del 1810;
- Paolina Federica Maria, nata il 25 febbraio del  1810 e morta il 7 luglio del  1856, sposò il duca Guglielmo di Nassau;
- Federico Augusto Eberardo, nato il 24 gennaio del 1813 e morto il 12 gennaio del 1885.

## Ascendenza
|                                                 |                                                 |                                                        | Genitori                                                              |  |  | Nonni |  |  | Bisnonni                                       |  |  | Trisnonni                                     |  |
|                                                 |                                                 |                                                        |                                                                       |  |  |       |  |  | Ernesto Federico II di Sassonia-Hildburghausen |  |  | Ernesto Federico I di Sassonia-Hildburghausen |  |
|                                                 |                                                 |                                                        |                                                                       |  |  |       |  |  | Ernesto Federico II di Sassonia-Hildburghausen |  |  | Ernesto Federico I di Sassonia-Hildburghausen |  |
|                                                 |                                                 | Sofia Albertina di Erbach-Erbach                       |                                                                       |  |  |       |  |  | Ernesto Federico II di Sassonia-Hildburghausen |  |  |                                               |  |
| Ernesto Federico III di Sassonia-Hildburghausen |                                                 |                                                        |                                                                       |  |  |       |  |  | Ernesto Federico II di Sassonia-Hildburghausen |  |  |                                               |  |
|                                                 |                                                 | Carolina di Erbach-Fürstenau                           | Filippo Carlo di Erbach-Fürstenau                                     |  |  |       |  |  |                                                |  |  |                                               |  |
|                                                 |                                                 | Carolina di Erbach-Fürstenau                           | Filippo Carlo di Erbach-Fürstenau                                     |  |  |       |  |  |                                                |  |  |                                               |  |
|                                                 |                                                 | Carolina di Erbach-Fürstenau                           | Carlotta Amalia di Kunowitz                                           |  |  |       |  |  |                                                |  |  |                                               |  |
| Federico di Sassonia-Altenburg                  |                                                 | Carolina di Erbach-Fürstenau                           |                                                                       |  |  |       |  |  |                                                |  |  |                                               |  |
|                                                 |                                                 | Ernesto Augusto I di Sassonia-Weimar                   | Giovanni Ernesto III di Sassonia-Weimar                               |  |  |       |  |  |                                                |  |  |                                               |  |
|                                                 |                                                 | Ernesto Augusto I di Sassonia-Weimar                   | Giovanni Ernesto III di Sassonia-Weimar                               |  |  |       |  |  |                                                |  |  |                                               |  |
|                                                 |                                                 | Ernesto Augusto I di Sassonia-Weimar                   | Sofia Augusta di Anhalt-Zerbst                                        |  |  |       |  |  |                                                |  |  |                                               |  |
| Ernestina Augusta di Sassonia-Weimar            |                                                 | Ernesto Augusto I di Sassonia-Weimar                   |                                                                       |  |  |       |  |  |                                                |  |  |                                               |  |
|                                                 |                                                 | Sofia Carlotta di Brandeburgo-Bayreuth                 | Giorgio Federico Carlo di Brandeburgo-Bayreuth                        |  |  |       |  |  |                                                |  |  |                                               |  |
|                                                 |                                                 | Sofia Carlotta di Brandeburgo-Bayreuth                 | Giorgio Federico Carlo di Brandeburgo-Bayreuth                        |  |  |       |  |  |                                                |  |  |                                               |  |
|                                                 |                                                 | Sofia Carlotta di Brandeburgo-Bayreuth                 | Dorotea di Schleswig-Holstein-Sonderburg-Beck                         |  |  |       |  |  |                                                |  |  |                                               |  |
| Carlotta di Sassonia-Hildburghausen             |                                                 | Sofia Carlotta di Brandeburgo-Bayreuth                 |                                                                       |  |  |       |  |  |                                                |  |  |                                               |  |
|                                                 | Carlo Ludovico Federico di Meclemburgo-Strelitz | Adolfo Federico II di Meclemburgo-Strelitz             |                                                                       |  |  |       |  |  |                                                |  |  |                                               |  |
|                                                 | Carlo Ludovico Federico di Meclemburgo-Strelitz | Adolfo Federico II di Meclemburgo-Strelitz             |                                                                       |  |  |       |  |  |                                                |  |  |                                               |  |
|                                                 | Carlo Ludovico Federico di Meclemburgo-Strelitz | Cristiana Emilia di Schwarzburg-Sondershausen          |                                                                       |  |  |       |  |  |                                                |  |  |                                               |  |
| Carlo II di Meclemburgo-Strelitz                | Carlo Ludovico Federico di Meclemburgo-Strelitz |                                                        |                                                                       |  |  |       |  |  |                                                |  |  |                                               |  |
|                                                 |                                                 | Elisabetta Albertina di Sassonia-Hildburghausen        | Ernesto Federico I di Sassonia-Hildburghausen                         |  |  |       |  |  |                                                |  |  |                                               |  |
|                                                 |                                                 | Elisabetta Albertina di Sassonia-Hildburghausen        | Ernesto Federico I di Sassonia-Hildburghausen                         |  |  |       |  |  |                                                |  |  |                                               |  |
|                                                 |                                                 | Elisabetta Albertina di Sassonia-Hildburghausen        | Sofia Albertina di Erbach-Erbach                                      |  |  |       |  |  |                                                |  |  |                                               |  |
| Carlotta di Meclemburgo-Strelitz                |                                                 | Elisabetta Albertina di Sassonia-Hildburghausen        |                                                                       |  |  |       |  |  |                                                |  |  |                                               |  |
|                                                 |                                                 | Giorgio Guglielmo d'Assia-Darmstadt                    | Luigi VIII d'Assia-Darmstadt                                          |  |  |       |  |  |                                                |  |  |                                               |  |
|                                                 |                                                 | Giorgio Guglielmo d'Assia-Darmstadt                    | Luigi VIII d'Assia-Darmstadt                                          |  |  |       |  |  |                                                |  |  |                                               |  |
|                                                 |                                                 | Giorgio Guglielmo d'Assia-Darmstadt                    | Carlotta di Hanau-Lichtenberg                                         |  |  |       |  |  |                                                |  |  |                                               |  |
| Federica Carolina Luisa d'Assia-Darmstadt       |                                                 | Giorgio Guglielmo d'Assia-Darmstadt                    |                                                                       |  |  |       |  |  |                                                |  |  |                                               |  |
|                                                 |                                                 | Maria Luisa Albertina di Leiningen-Dagsburg-Falkenburg | Cristiano Carlo Reinardo di Leiningen-Dachsburg-Falkenburg-Heidesheim |  |  |       |  |  |                                                |  |  |                                               |  |
|                                                 |                                                 | Maria Luisa Albertina di Leiningen-Dagsburg-Falkenburg | Cristiano Carlo Reinardo di Leiningen-Dachsburg-Falkenburg-Heidesheim |  |  |       |  |  |                                                |  |  |                                               |  |
|                                                 |                                                 | Maria Luisa Albertina di Leiningen-Dagsburg-Falkenburg | Caterina Polissena di Solms-Rödelheim                                 |  |  |       |  |  |                                                |  |  |                                               |  |
|                                                 |                                                 | Maria Luisa Albertina di Leiningen-Dagsburg-Falkenburg |                                                                       |  |  |       |  |  |                                                |  |  |                                               |  |